# Special Collection Service

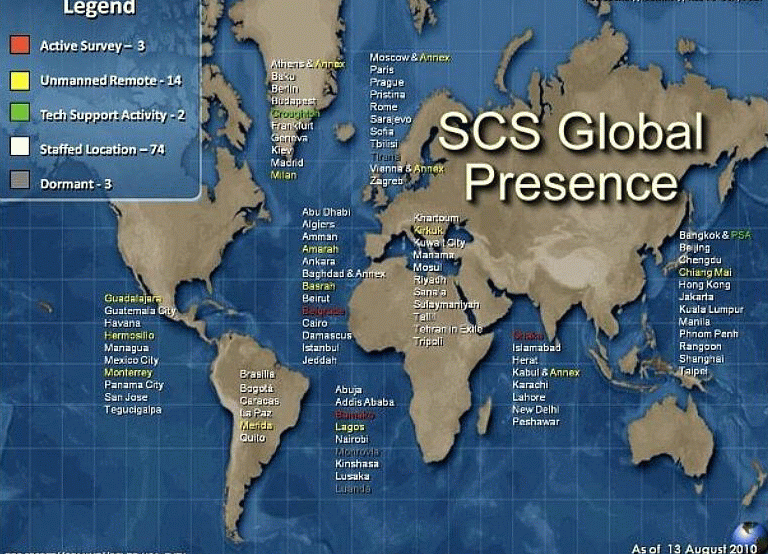
De platser som SCS hade verksamhet i för augusti 2010.

Special Collection Service (SCS), går under kodnamnet F6, är en amerikansk federal sekretessbelagd signalspaningsenhet som dels placerar ut övervakningsutrustning på "omöjliga" platser såsom utländska ambassader, myndighetsbyggnader, militära anläggningar och telekommunikationscentraler. Dels att avlyssna och snappa upp alla typer av telekommunikation. SCS är ett samarbetsprojekt mellan underrättelsetjänsten Central Intelligence Agency (CIA) och signalspaningsmyndigheten National Security Agency (NSA). Den finansieras av USA:s svarta budget och administreras från en anläggning i Beltsville i Maryland. Enheten har ansvaret för det mycket stränga sekretessbelagda spionprogrammet Stateroom, som avslöjades år 2013 av visselblåsaren Edward Snowden. SCS hade tre år tidigare verksamhet i 80 länder världen över, främst på amerikanska ambassader och konsulat.
Enheten grundades 1978 mitt under kalla kriget. År 1994 kom det till allmänhetens kännedom när Mike Frost, tidigare anställd hos den kanadensiska signalspaningsmyndigheten Communications Security Establishment (CSE), gav ut en självbiografi med namnet Spyworld och handlade om dennes yrkeskarriär inom CSE. SCS nämndes och där Frost hävdade att SCS:s ursprungliga namn var endast College Park, vilket är namnet på staden College Park i Maryland, där deras ursprungliga anläggning är placerad. I februari 2001 blev den amerikanske spionen Robert Hanssen arresterad av den federala polismyndigheten Federal Bureau of Investigation (FBI) för att ha försett Sovjetunionen och Ryssland med amerikanskt sekretessbelagt material sedan 1985. Amerikanska statstjänstemän uttryckte då sin oro att Hanssen skulle möjligtvis ha informerat Sovjetunionen/Ryssland om att de hade blivit avlyssnade och hur det hade skett.

## Avlyssningsobjekt
Ett urval av avlyssningsobjekt:
- SCS hade fångat in duvor och försett dem med avlyssningsutrustning. De hade släppt duvorna vid öppna fönster till den sovjetiska ambassaden i Washington, D.C. Det hade tydligen gett bra resultat.[8]
- De hade noterat att en diplomat, vid den kinesiska ambassaden i Washington, D.C., gick ofta ut och satte sig på en bänk på ambassadområdet när denne ville prata om känslig information. SCS tillverkade då en konstgjord trädgren med avlyssningsutrustning och fick den över ambassadens murar utan någon upptäckte det.[8]
- De tog fram avlyssningsutrustning som man kunde ha i alla möjliga prylar så som muggar och prydnadssaker. De gavs bort som gåvor till alla möjliga, främst diplomater, för att kunna avlyssna dem.[8]
- I oktober 2013 avslöjade den tyska tidskriften Der Spiegel, med hjälp av Snowden, att SCS hade avlyssnat bland annat den tyska förbundskanslern Angela Merkels privata mobiltelefon sedan 2002[4] samt Europeiska unionen (EU), Förenta nationerna (FN) och Internationella atomenergiorganet (IAEA)[10].